# Michael Vink
Michael Vink (* 22. November 1991 in Christchurch) ist ein neuseeländischer Radrennfahrer.

## Sportliche Laufbahn
Michael Vink gewann 2008 die Weltmeisterschaft der Junioren in Kapstadt mit der neuseeländischen Auswahl die Bronzemedaille in der Mannschaftsverfolgung hinter Australien und Russland. 2010 wurde er nationaler U23-Meister im Einzelzeitfahren; 2012 sowie 2013 konnte er diesen Erfolg wiederholen. 2012 gewann er zudem die Meisterschaften im Straßenrennen. 2014 entschied er das New Zealand Cycle Classic und wurde im Jahr darauf neuseeländischer Meister der Elite im Einzelzeitfahren. Trotz seiner Erfolge gelang es ihm nicht, bei einem professionellen Radsportteam unterzukommen. Daher blieb er in Ozeanien und fuhr für verschiedene neuseeländische und australische Teams und finanzierte sein Hobby als Verkäufer in einem Fahrradgeschäft.
2022 wurde er Mitglied im neu als UCI ProTeam lizenzierten Team Bolton Equities Black Spoke Pro Cycling, war aber nach dessen Auflösung erneut ohne Team. Ende 2022 wurde das UAE Team Emirates über die Online-Trainingsplattform My Whoosh auf ihn aufmerksam und nahm ihn zur Saison 2023 unter Vertrag. Seine Rolle ihm Team sieht er selbst als Helfer.

## Erfolge

### Straße
2010
- Neuseeländischer U23-Meister – Einzelzeitfahren

2011
- Neuseeländischer U23-Meister – Straßenrennen

2012
- Neuseeländischer U23-Meister – Einzelzeitfahren, Straßenrennen

2013
- Neuseeländischer U23-Meister – Einzelzeitfahren
- Memorial Philippe Van Coningsloo

2014
- Gesamtwertung und Prolog New Zealand Cycle Classic

2015
- Neuseeländischer Meister – Einzelzeitfahren

### Bahn
2008
- Junioren-Weltmeisterschaft – Mannschaftsverfolgung (mit Jason Christie, Aaron Gate und Ruaraidh McLeod)